# Jeon Ji-yoon
Jeon Ji-yoon (sinh ngày 15 tháng 10 năm 1990), thường được biết đến với nghệ danh Jiyoon, là một nữ ca sĩ thần tượng và rapper người Hàn Quốc, cựu thành viên nhóm nhạc 4Minute và nhóm nhỏ 2YOON thuộc công ty Cube Entertainment thuộc công ty JS E&M. Cô debut với tư cách là nghệ sĩ solo vào ngày 2 tháng 11 năm 2016, dưới nghệ danh mới là Jenyer, phát hành đĩa đơn đầu tay của cô, "I Do".

## Tiểu sử
Jiyoon sinh ngày 15 tháng 10 năm 1990 tại Suwon, Hàn Quốc. Cô tốt nghiệp trường trung học Byeongjeom và hiện đang theo học trường đại học Kyung Hee, chuyên ngành âm nhạc hiện đại.

## Sự nghiệp

### Thành viên 4Minute
Jiyoon chính thức ra mắt là một thành viên đảm nhận vai trò hát dẫn và rap dẫn của nhóm nhạc 4Minute năm 2009 cùng với các thành viên Ga Yoon, So Hyun, Ji Hyun, và Hyuna.

### Sự nghiệp solo
Ngày 15 tháng 10 năm 2009, cô hợp tác cùng Woo Yi Kyung trong album Look At Me với ca khúc "Look At Me". Ngày 13 tháng 4 năm 2010, cô hợp tác cùng Lee Hyori trong album thứ tư H-Logic với bài hát "Bring It Back" cùng với Bekah của After School. Cô đã hát trong nhạc nền phim của đài MBC My Princess với bài hát " Oasis ", phát hành vào ngày 7 tháng 2 năm 2011. Cô cũng xuất hiện trong album Bubble Pop Hyuna! trong bài hát "Downtown". Album được phát hành vào ngày 5 tháng 7 năm 2011.
Ji-yoon tham gia chương trình Immortal Songs của đài KBS 2 vào tháng 6 năm 2011 như một sự thay thế của Song Ji Eun của Secret để quảng bá tại Nhật cho họ. "Tôi cảm thấy rằng giọng hát của cô quyến rũ hơn giọng ca chính Gayoon ([4Minute])", nhà sản xuất của chương trình cho biết. Trong chương trình, các thí sinh sẽ cạnh tranh nhau về kỹ thuật hát và được đánh giá bởi 200 khán giả của phòng thu. Cô hát "We Meet Again" trong một tập phim phát sóng vào ngày 15 tháng 7. Đồng thời, tham gia vào Immortal Songs của đài KBS 2, cô đã thắng cùng với DJ Koo với bài hát "I (Nan)" ban đầu của Clon với Kyu Hyun của Super Junior và Son Ho Young.
Vào ngày 22 tháng 12, đại diện của Cube Entertainment tiết lộ rằng sau sự ra mắt của dự án kết hợp đầu tiên của họ, Trouble Maker, sự kết hợp thứ hai đã được chọn là cô cùng với thành viên của 4Minute, Ga-yoon. Họ tiết lộ rằng cả hai sẽ được ra mắt như cặp song ca sau khi phát hành album trở lại của 4minute và các chương trình quảng bá vào năm 2012. Cuối cùng, họ đã chọn tên 투윤, (Phiên âm: 2YOON). 2YOON phát hành EP đầu tay của họ và là EP duy nhất, "24/7" vào ngày 17 tháng 1 năm 2013.
Vào tháng 9 năm 2014 đã được tiết lộ rằng Ji-yoon sẽ ra mắt với vai trò diễn viên trong một bộ phim truyền hình trực tuyến Dreaming CEO.
Vào ngày 24 tháng 9 năm 2015, Ji-yoon tham gia Unpretty Rapstar Season 2. Trong Unpretty Rapstar, Jiyoon phát hành một ca khúc solo mang tên "This Ain't Me" kết hợp với Jung Il-hoon (BTOB) trong trận bán kết.